# Rosen (Boergas)
Rosen (Bulgaars: Росен) is een dorp in het noordoosten van Bulgarije. Het is gelegen in de gemeente Sozopol in de oblast Boergas. Het dorp ligt ongeveer 15 km ten zuiden van de stad Boergas en 349 km ten zuidoosten van de hoofdstad Sofia. 

## Bevolking
In de eerste volkstelling van 1934 registreerde het dorp 1.117 inwoners. Dit groeide tot een officiële hoogtepunt van 1.639 inwoners in 1956. Sindsdien schommelt het inwonersaantal rond de 1.400 personen. Op 31 december 2019 telde het dorp 1.435 inwoners.
Van de 1.424 inwoners reageerden er 1.391 op de optionele volkstelling van 2011. Van deze 1.391 respondenten identificeerden 927 personen zichzelf als etnische Bulgaren (66,6%), gevolgd door 449 etnische Roma (32,3%) en 3 Bulgaarse Turken (0,2%).
Van de 1.424 inwoners in februari 2011 werden geteld, waren er 262 jonger dan 15 jaar oud (18,4%), gevolgd door 910 personen tussen de 15-64 jaar oud (63,9%) en 252 personen van 65 jaar of ouder (17,7%).